# Marafouza
Marafouza es una  variedad cultivar de manzano (Malus domestica). Esta manzana es originaria de Galicia, está cultivada en la colección de árboles frutales y banco de germoplasma de Mabegondo con el Nº 6; ejemplares procedentes de esquejes localizados en Mañon (La Coruña).

## Sinónimos
- "Manzana Marafouza".[4][5]

## Características
El manzano de la variedad 'Marafouza' tiene un vigor elevado. Tamaño grande y porte erguido.
Época de inicio de brotación a partir del 23 de abril y de floración a partir de 13 mayo.
Las hojas tienen una longitud del limbo de tamaño medio, con la máxima anchura del limbo media. Longitud de las estípulas corta y la máxima anchura de las estípulas es media. Denticulación del borde del limbo es serrado, con la forma del ápice del limbo cuspidado y la forma de la base del limbo es obtuso. Con subestípulas presentes.
Sus flores tienen una longitud de los pétalos media, anchura de los pétalos es media, disposición de los pétalos en contato entre sí, con una longitud del pedúnculo media.
La variedad de manzana 'Marafouza tiene un fruto de tamaño medio, de forma plana-globosa, de color bicolor, con chapa a rayas de intensidad media. Epidermis de textura suave con pruina en su superficie, y con presencia de cera débil. Sensibilidad al "russeting" (pardeamiento áspero superficial que presentan algunas variedades) muy poco sensible. Con lenticelas de tamaño mediano.
Los sépalos están dispuestos de forma variable, variable en su base; fosa calicina profunda de una anchura media. Pedúnculo de grosor medio y de longitud largo, siendo la cavidad peduncular de profundidad media y con una anchura media. Con pulpa de color blanca, de firmeza es intermedia y textura intermedia; su jugosidad es intermedia con sabor de acidez media-alta, dulzor bajo, poco aroma.
Época de maduración y recolección a partir del 15 de octubre. 'Marafouza' es una manzana dedicada a la producción de sidra.

## Susceptibilidades
- Oidio: ataque débil
- Moteado: no presenta
- Raíces aéreas: ataque débil
- Momificado: no presenta
- Pulgón lanígero: no presenta
- Pulgón verde: ataque débil
- Araña roja: no presenta
- Chancro: ataque débil[3]